# 穆尔南-沙尔博尼
穆尔南-沙尔博尼（法語：Mournans-Charbonny，法語發音：[muʁnɑ̃ ʃaʁbɔni]）是法国汝拉省的一个市镇，属于隆斯勒索涅区。该市镇于1826年由原市镇穆尔南（Mournans）和沙尔博尼（Charbonny）合并而成。

## 地理
穆尔南-沙尔博尼（46°46'48"N, 6°0'15"E）面积5.06 平方千米，位于法国勃艮第-弗朗什-孔泰大區汝拉省，该省份为法国东部内陆省份，北起上索恩省，西北接科多尔省，西临索恩-卢瓦尔省，南至安省，东与杜省和瑞士接壤。
与穆尔南-沙尔博尼接壤的市镇（或旧市镇、城区）包括：翁格利耶尔、朗村、沙朗西、杜瓦、埃克维永、莱南、萨普瓦。
穆尔南-沙尔博尼的时区为UTC+01:00、UTC+02:00（夏令时）。

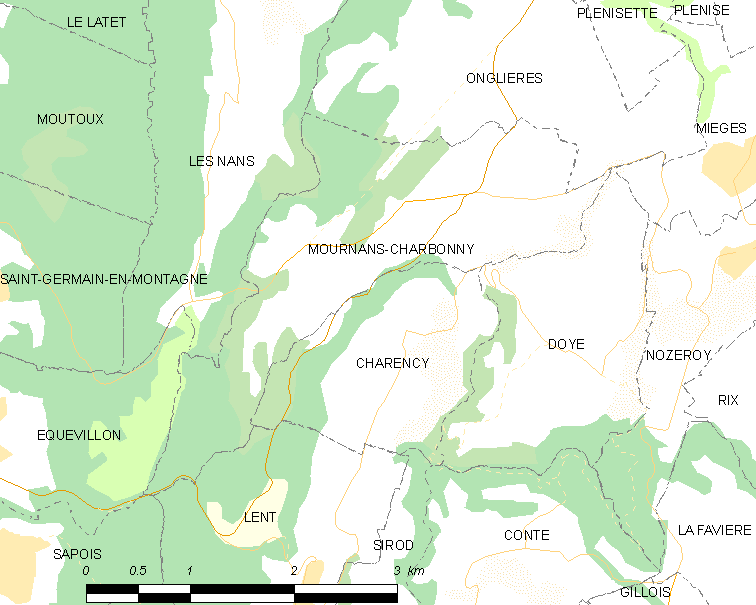
穆尔南-沙尔博尼的OSM定位图

## 行政
穆尔南-沙尔博尼的邮政编码为39250，INSEE市镇编码为39372。

## 政治
穆尔南-沙尔博尼所属的省级选区为圣洛朗昂格朗沃县。

## 人口

1962-2008年间穆尔南-沙尔博尼人口变化图示

穆尔南-沙尔博尼于2022年1月1日时的人口数量为82人。